# Amokfahrt auf der Berliner Stadtautobahn
Bei der Amokfahrt auf der Berliner Stadtautobahn am Abend des 18. August 2020 befuhr ein Iraker mit einem Pkw die Bundesautobahn 100 und verursachte dabei mutwillig mehrere Kollisionen.

## Ermittlungen

### Hergang
Der Tatverdächtige verursachte mit seinem Pkw Kollisionen mit zwei Motorrädern, einem Motorroller und einem Pkw. Wegen der Verkeilung mit einem Motorrad endete die Fahrt in der Autobahnausfahrt Alboinstraße im Ortsteil Tempelhof, woraufhin der Fahrer einen Gebetsteppich ausrollte. Beim Eintreffen der Polizei drohte er, Gegenstände in einer Metallkiste zur Explosion zu bringen. Deren Inhalt waren Werkzeuge.
Sechs Personen wurden durch die Kollisionen verletzt, drei davon schwer.

### Tatverdächtiger
Nach Polizeiangaben handelt es sich bei dem Fahrer um den 30-jährigen irakischen Staatsbürger Sarmad al-Z., der wegen Delikten wie Körperverletzung polizeibekannt war, jedoch nicht im Staatsschutz-relevanten Bereich. Al-Z. wurde 1990 in Bagdad geboren. Er wohnte 2015 in einem Asylbewerberheim im südfinnischen Vantaa und wanderte Anfang 2016 nach Deutschland ein. In Deutschland erhielt er kein Asyl und wurde bis Dezember 2020 geduldet. Bis Oktober 2019 wohnte er in einem Flüchtlingsheim in Treptow-Köpenick. Dort hatte er Kontakte zu einem radikalislamistischen Gefährder. Die Berliner Generalstaatsanwaltschaft ermittelt wegen versuchten Mordes und gefährlichen Eingriffs in den Straßenverkehr in mindestens drei Fällen. Auch wird ermittelt, inwiefern er die Behörden bei der Einreise nach Deutschland über seine Identität getäuscht hat.
Es bestand aufgrund von Äußerungen nach der Tat sowie auf der Facebook-Seite des Täters der Verdacht einer islamistischen Motivation. „Nach derzeitigen Erkenntnissen ist es ein islamistisch motivierter Anschlag gewesen“, sagte ein Sprecher der Berliner Staatsanwaltschaft. Der für Terrorismus zuständige Generalbundesanwalt beim Bundesgerichtshof lehnte die Übernahme des Falles jedoch ab, weil Verbindungen des Mannes zu einer terroristischen Vereinigung nicht nachgewiesen werden konnten.
Ein Haftrichter entschied am 19. August 2020 die vorläufige Unterbringung im Maßregelvollzug des Haftkrankenhauses, wo er psychiatrisch behandelt wird. Eine Polizeiärztin ging bei einer ersten Untersuchung nicht von einer Schuldunfähigkeit aus, der Täter habe „klar“ gewirkt. Bei einer weiteren ärztlichen Begutachtung seien psychische Auffälligkeiten festgestellt worden, trotz derer aber laut der Berliner Generalstaatsanwältin Margarete Koppers gezieltes Verhalten möglich sei.

## Reaktionen
Der Regierende Bürgermeister Michael Müller (SPD) zeigte sich angesichts der Tat bestürzt. Laut Innensenator Andreas Geisel (SPD) präsentierte sich der Täter „religiös aufgeladen, kombiniert mit möglichen psychischen Problemen“. CDU sowie AfD übten Kritik an dem „Versagen der Landesregierung im Kampf gegen Extremisten“. Dies wiederum wurde von der SPD kritisiert, da der Verdächtige weder als Extremist bekannt ist und auch seine Abschiebung wegen der Art der Delikte und dem Kontakt zu einem Gefährder nach rechtsstaatlichen Grundsätzen nicht möglich gewesen sei. Der Extremismusexperte des RBB Jo Goll äußerte, dass „das Vorgehen des Täters nicht so wirke, als habe er eine ausgefeilte Planung für die Tat gehabt. Der Polizei und den Sicherheitsbehörden könne man vermutlich nicht vorwerfen, den Mann nicht besser überwacht zu haben.“
Der Vorsitzende der Innenministerkonferenz, der thüringische Innenminister Georg Maier (SPD) warnte davor, islamistischen Terror zu unterschätzen und mahnte, die Bedrohung durch Extremismus weiter ernst zu nehmen. Das frühzeitige Erkennen von Radikalisierungen sei eine Herausforderung für die Behörden. Als mutmaßlich islamistisch motivierter Anschlag wurde die Tat von konservativen Kreisen auch in Verbindung mit der deutschen Migrationspolitik gebracht; die Zeitung Die Welt hinterfragte, warum der Täter eine Duldung erhalten hatte.
Die Berliner Bischöfe Christian Stäblein und Heiner Koch verurteilten die „offenbar bewusst herbeigeführten Unfälle“ und sprachen den Opfern ihr Mitgefühl aus. Zudem forderten sie, Religion nicht als Begründung für Gewalt zu missbrauchen.